# El Biar
El Biar (în arabă الأبيار) este o comună din provincia Alger, Algeria.
Populația comunei este de 47.332 locuitori (2008).

## Personalități născute aici
- Jacques Derrida (1930 - 2004), filozof.